# Eugen Mühlberger
Eugen Mühlberger (* 30. August 1902 in Ludwigshafen-Friesenheim; † 1. August 1944) war ein deutscher Gewichtheber.

## Werdegang
Eugen Mühlberger wuchs als Sohn des Fabrikarbeiters Julius Mühlberger im Stadtteil Friesenheim der Stadt  Ludwigshafen am Rhein auf. Als Junge turnte er gerne, schwamm im Sommer und ging dann, weil er klein und schmächtig war, zu den Gewichthebern des VfK 86 Mannheim um stärker zu werden. Mit dem Gewichtheben hatte er den für ihn bestens geeigneten Sport gefunden. Nach ersten regionalen Meisterschaften wurde er 1925 erstmals deutscher Meister im Federgewicht (bis 60 kg Körpergewicht). Von nun an gehörte er bis 1936 zu den besten Gewichthebern der Welt in seiner Gewichtsklasse. Obwohl er 1932 deutscher Meister und 1936 deutscher Vizemeister geworden war, kam er, der zwischenzeitlich aus beruflichen Gründen nach Frankfurt am Main gezogen war, nach 1928 zu keinem weiteren Einsatz bei Olympischen Spielen. Die Spezialdisziplin Mühlbergers war das beidarmige Reißen, in der er zwei Weltrekorde aufstellte.

### Internationale Erfolge
(OS = Olympische Spiele, EM = Europameisterschaft, OD = olympischer Dreikampf, bestehend aus beidarmigem Drücken, Reißen und Stoßen, FK = Fünfkampf, bestehend aus OD + einarmigem Reißen und Stoßen, Fe = Federgewicht)
- 1928, 12. Platz, OS in Amsterdam, OD, Fe, mit 255 kg, Sieger: Franz Andrysek, Österreich, 287,5 kg, vor Gabetti, Italien, 282,5 kg und Hans Wölpert, Deutschland, 282,5 kg;
- 1930, 1. Platz, EM in München, OD, Fe, mit 280 kg, vor Wölpert, 280 kg und Raymond Suvigny, Frankreich, 270 kg;
- 1931, 2. Platz, EM in Luxemburg, OD, Fe, mit 270 kg, hinter Mohamed, Ägypten, 282,5 kg und Troppert, Österreich, 270 kg;
- 1933, 2. Platz, EM in Essen, FK, Fe, mit 410 kg, hinter Wölpert, 420 kg und vor Helmut Schäfer (Gewichtheber), Deutschland, 397,5 kg;
- 1934, 5. Platz, EM in Turin, OD, Fe, mit 270 kg, Sieger: Attilio Bescape, Italien, 285 kg vor Max Walter, Deutschland, 285 kg

### Deutsche Meisterschaften
- 1925, 1. Platz in Stuttgart, FK, Fe, mit 415 kg, vor Friedrich, Nürnberg, 415 kg,
- 1926, 1. Platz in Köln, FK, Fe, mit 435 kg, vor Andreas Stadler, Wien, 412,5 kg und Franz Andrysek, Wien, 407,5 kg;
- 1927, 1. Platz in Nürnberg, OD, Fe, mit 277,r kg, vor Schaber, Essen, 255 kg,
- 1929, 1. Platz in Villingen, FK, Fe, mit 405 kg, vor Helmut Schäfer, Stuttgart, 395 kg,
- 1931, 2. Platz in Schonungen, OD, Fe, mit 272,5 kg, hinter Schäfer, 272,5 kg,
- 1932, 1. Platz in Dortmund, OD, Fe, mit 275 kg, vor Georg Liebsch, Düsseldorf, 270 kg,
- 1933, 3. Platz in München, FK, Fe, mit 405 kg, hinter Hans Wölpert, TSV 1860 München, 417,5 kg und Helmut Schäfer, 407,5 kg,
- 1934, 2. Platz in Nürnberg, FK, Fe, mit 425 kg, hinter Max Walter, Saarbrücken,
- 1936, 2. Platz in Möhringen, OD, Fe, mit 290 kg, hinter Walter, 290 kg und vor Liebsch, 287,5 kg

### Weltrekorde
Im beidarmigen Reißen:
- 92,5 kg, 1929 in München, Fe,
- 93 kg, 1930 in Frankfurt